# Grigori Rasputin

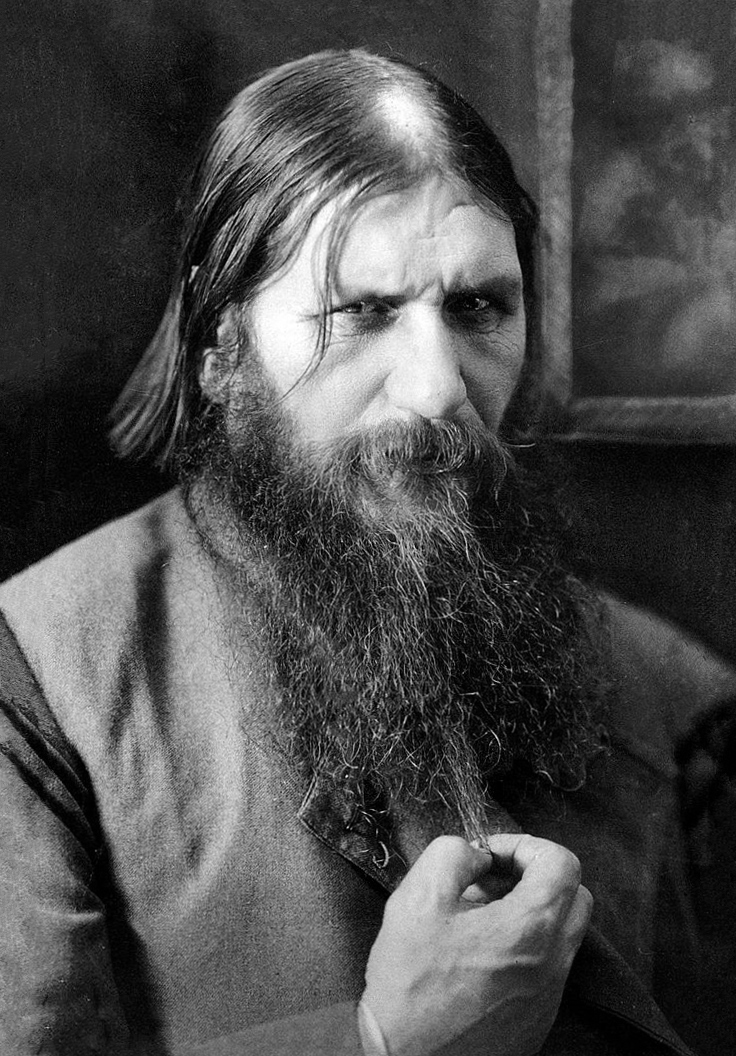
Grigori Rasputin

Grigori Efimovici Rasputin (în rusă Григо́рий Ефи́мович Распу́тин; n. 9/21 ianuarie 1869, Pokrovskoye⁠(d), Tyumensky Uyezd⁠(d), West Siberia Governorate-General⁠(d), Imperiul Rus – d. 30 decembrie 1916, Petrograd, Imperiul Rus) a fost un mistic rus, care a avut o mare influență asupra familiei ultimului țar al dinastiei Romanov. Rasputin a jucat un rol foarte important în viața Țarului Nicolae al II-lea, a Țarinei Alexandra și a unicului lor fiu, Țareviciul Alexei, care a suferit de hemofilie. 
Rasputin a fost denumit și Călugărul nebun, în ciuda faptului că el nu a fost niciodată călugărit și nu a ținut niciodată secret faptul că era căsătorit. Este posibil să fi fost stareț al congregației religioase nerecunoscute oficial a hlîstilor și despre el se credea că este vindecător care folosea puterea credinței. Mulți contemporani, printre care și familia ultimului țar al Rusiei, îl considerau pe Rasputin stareț, pe motiv că manifesta puteri vindecătoare și pentru că se arăta înțelept. Unii comentatori îl consideră pe Rasputin drept un personaj a cărui carieră trebuie înțeleasă în contextul specific rusesc al "nebuniei întru Hristos" (în rusește юродивый (iurodivîi)) - bizantinii, ca și restul populațiilor de religie ortodoxă din orientul continentului european au cunoscut și ei "nebunia întru Hristos", însă aceasta nu s-a manifestat nicăieri atât de radical ca în Rusia.
El este unul dintre cele mai controversate personalități ale secolului al XX-lea, deși, în zilele noastre, Rasputin este văzut de cei mai mulți istorici ca un țap ispășitor. El a jucat un rol minor, dar spectaculos, în prăbușirea dinastiei Romanov. 
Data de naștere a lui Rasputin nu este cunoscută cu certitudine, cea mai des amintită fiind cea de 10 ianuarie 1869. Datele avansate de mulți cercetători și de numeroșii lui biografi sunt cuprinse între anii 1863 și 1873.

## Primii ani de viață
Grigori Efimovici Rasputin s-a născut în familia unor țărani într-un sătuc siberian de pe râul Tura, Pokrovskoie, în gubernia Tobolsk (în zilele noastre regiunea Tiumen). Pe la 18 ani, a petrecut trei luni într-o mânăstire. Aici a intrat în secta desprinsă din Biserica Ortodoxă Rusă a hlîstilor. La scurtă vreme, după ce a părăsit mânăstirea, a vizitat un om venerat ca sfânt, care avea o colibă în zonă, Macarie. Macarie a avut o influență uriașă asupra tânărului. Rasputin s-a căsătorit în 1889 cu Parascovia Fiodorovna, având împreună trei copii. În 1901 a părăsit satul natal și a plecat în pelerinaj. În timpul călătoriei sale, a vizitat Grecia și Ierusalimul. Călătoria lui Rasputin în Balcani era motivată de intenția acestuia de a se călugări: voia să intre în comunitatea ortodoxă a rușilor de la Muntele Athos, mai exact la Mânăstirea Sfântul Pantelimon, însă constatând răspândirea comportamentelor homosexuale printre călugării atoniți, acesta decide, scârbit, să plece înapoi, abandonând ideea. Întors acasă și împărtășindu-i șocat lui Macarie experiența neplăcută printre călugării atoniți, acesta îi va spune că mănăstirile sunt un loc inevitabil al ispitei, drept pentru care mântuirea (sufletului) lui va trebui să vină mai degrabă din afara mânăstirilor, anume în lume.
În 1903, Rasputin a ajuns la Petrograd, unde s-a proclamat stareț posesor al unor puteri tămăduitoare egale cu ale profeților.

## Vindecătorul țareviciului
Țareviciul Alexei suferea de hemofilie, boală pe care o moștenise de la străbunica sa pe linie maternă, regina Victoria. Rasputin a fost considerat de către țar și țarină ultima speranță pentru vindecarea copilului lor. Cei doi părinți au căutat neîncetat un tratament pentru însănătoșirea fiului lor și, în 1905, au apelat la carismaticul țăran să-l vindece pe bolnav. Se spunea că Rasputin avea puterea de a vindeca prin puterea rugăciunilor și se pare că, într-adevăr, starea țareviciului s-a îmbunătățit într-o oarecare măsură. Scepticii au pretins că el ar fi obținut ceva rezultate prin intermediul hipnozei. Se povestește că în timpul unei crize grave a țareviciului, Rasputin, aflat în acel moment în casa sa din Siberia, ar fi reușit să-i ușureze suferința copilului aflat în Petrograd prin intermediul rugăciunilor. 
Țarul îl numea pe Rasputin prietenul nostru, probabil un semn al încrederii de care se bucura acesta în ochii membrilor familiei imperiale. Rasputin a avut asupra țarinei Alexandra o influență personală și politică considerabilă, în mod special după ce Alexei a fost atacat de o albină în vara anului 1905. După cum se povestește, Rasputin ar fi alergat în ajutorul băiatului și ar fi strigat "Ужальте его и вы умретe!" ("Înțeapă-l și vei muri!”). Albina a zburat din preajma bolnavului și asta a fost interpretată ca o manifestare a puterilor sfinte ale lui Rasputin. 
Poziția lui Raputin în biserică i-a permis să-și crească influența asupra lui Alexei. Este verificat că mai înainte de a-l cunoaște pe Rasputin, țarina se plângea că fiul ei l-a întristat pe Iisus cu purtările lui hulitoare. După întâlnirea cu Rasputin, țarina declara fericită că țareviciul a recunoscut injustețea drumului pe care se angajase. Țarul și țarina îl considerau pe Rasputin un om al lui Dumnezeu și un profet, iar țarina credea sincer că Dumnezeu vorbește prin gura lui Rasputin. Această relație poate fi apreciată și în contextul relației tradiționale, vechi și foarte puternice între Biserica ortodoxă rusă și pătura conducătoare a imperiului. Un alt factor important era probabil originea germană protestantă a țarinei: ea era foarte fascinată de noua sa religie ortodoxă, dar se pare că îi lipsea discernământul asupra unora dintre practicile religiei rușilor.

## Controversele
În acest timp, Rasputin a devenit un personaj extrem de controversat, ducând o viață scandaloasă alături de femeile-discipol din înalta societate petersburgheză. Mai mult, a fost văzut de multe ori apelând la serviciile prostituatelor, sau bând până la pierderea cunoștinței, sau participând la chefuri de zile și nopți neîntrerupte. Era un tip libidinos, bădăran, murdar, de multe ori purtându-se în mod scandalos în public. 
Deși fascina pe multe dintre femeile de condiție bună din Sankt Peterburg, el nu era acceptat de societatea aristocratică din capitala imperiului, care considera că pur și simplu nu se potrivește cu rangul familiei imperiale. 
Trebuie spus însă că între Rasputin și biserica ortodoxă rusă au existat relații tensionate. Sfântul Sinod l-a atacat frecvent pe Rasputin și, datorită acestui fapt, au fost lansate o mulțime de zvonuri neadevărate despre viața sa. De aceea, o mulțime de povești despre isprăvile lui trebuie privite cu o doză de scepticism. Datorită faptului ca Rasputin era un oficial al curții imperiale, apartamentele sale erau supravegheate neîncetat, așa că există și dovezi credibile despre modul său de viață.
În conformitate cu afirmațiile fiicei lui Rasputin, Maria, acesta a "cercetat" secta hlîstilor, dar nu a devenit un membru al ei, mai mult chiar, a respins-o. În vreme ce lumea occidentală era interesată mai degrabă de practicile sexuale ale sectanților, (legată se pare de credința că smerenia poate fi atinsă numai prin autopervertire), Rasputin era înfricoșat de credința conform căreia iertarea divină poate fi obținută prin autoflagelare, (o altă practică a sectanților). 
Precum cei mai mulți creștini-ortodocși, Rasputin credea cu tărie că trupul lumesc este un dar sacru oferit de Dumnezeu. Dobândirea harului divin prin afundarea în păcat pare să fi fost una dintre învățăturile secrete pe care le-a predicat și practicat Rasputin în cercul aristocratelor. Ideea că dobândirea harului divin se poate face prin îndreptarea păcatelor nu era una nouă. Se înțelegea că păcatul este o parte de neseparat a condiției umane, responsabilitatea credincioșilor fiind aceea de a fi conștienți de păcatele lor și de a fi dispuși să le mărturisească, prin aceasta ajungând la smerenia creștină. 
În timpul primului război mondial, Rasputin a devenit ținta acuzațiilor de influență nepatriotică la curte. Nepopulara țarină era descendentă a unor principi germani, iar "prietenul" ei, Rasputin, era acuzat că ar fi spion german. 
Când Rasputin s-a arătat interesat să meargă pe front ca să binecuvânteze trupele la începutul războiului, Comandantul Suprem, Marele Duce Nicolae, i-a promis că-l va spânzura, dacă se arată în zonă. Rasputin a pretins mai apoi că a avut o revelație cum că armatele rusești nu vor obține succese până când țarul în persoană nu va prelua comanda operațiunilor militare. Țarul Nicolae al II-lea, căruia îi lipsea o pregătire militară adecvată, și-a asumat o responsabilitate uriașă, care a avut consecințe tragice pentru el, familia lui și pentru toată Rusia. 
Cât timp țarul era departe pe front, influența lui Rasputin asupra țarinei a crescut considerabil. În scurtă vreme a devenit confidentul și sfătuitorul Alexandrei. A convins-o pe împărăteasă să numească în posturi importante din guvern persoane din cercul lui de discipoli. Urcând pe scara puterii, Rasputin a ajuns să se culce cu femei din înalta societate în schimbul favorurilor politice. Datorită în mare măsură ravagiilor făcute de lupte și într-o mai mică măsură datorită acțiunilor anarhice ale lui Rasputin, economia imperiului se deteriora într-un ritm rapid. În multe cazuri, țarina și sfătuitorul său erau blamați pentru toate relele care se petreceau în acele vremuri. De exemplu:
Vladimir Purișkevici era un membru marcant al Dumei. Pe 19 noiembrie 1916, Purișkevici a ținut un discurs fulminat în Dumă în care a afirmat: 'Miniștrii țarului au fost transformați în marionete, marionete ale căror sfori au fost luate cu fermitate în mâini de Rasputin și Împărăteasa Alexandra Fiodorovna – geniul răului din Rusia și țarina... care a rămas o nemțoaică pe tronul rusesc, înstrăinată de țară și poporul său.' 
Felix Iusupov a aprobat discursul, iar după aceea l-a contactat pe Purișkevici, care a fost de acord să participe la o tentativă de asasinare a lui Rasputin.
Influența lui Rasputin asupra familiei Romanov a fost folosită de politicienii și ziariștii care voiau sa aducă un afront la adresa cinstei dinastiei, să-l facă pe țar să renunțe la puterea absolută și să separe biserica de stat. Rasputin a contribuit fără să vrea la propagandă, intrând în dispute publice cu clericii, pe tema influenței pe care o avea la curte și a modului desfrânat de viața. Nobili din poziții importante pe lângă țar și unele partide politice din Dumă au cerut în mod răspicat îndepărtarea lui Rasputin de la curte. În mod necugetat, Rasputin a făcut să scadă respectul pentru țar în rândul supușilor săi.

## Asasinarea și legendele care o înconjoară
Legendele cu privire la asasinarea lui Rasputin sunt poate mai bizare decât cele despre viața sa neobișnuită. Odată ce au decis că influența lui Rasputin asupra țarinei îl făcea prea primejdios pentru Imperiu, un grup de nobili l-au momit pe acesta în palatul conducătorului complotiștilor, Prințul Felix Iusupov. Aici, Rasputin a fost ospătat cu prăjituri și cu vin în care fusese pusă o anumită cantitate de cianură. Conform poveștilor spuse după moartea sa, Rasputin nu a fost afectat de otravă, (cantitatea de cianură folosită fiind suficientă pentru uciderea a șase persoane). Hotărât să-și ducă la îndeplinire planul, Iusupov s-a dus după un revolver, cu care l-a împușcat pe Rasputin în piept, acesta din urmă căzând la pământ. După o jumătate de oră, când Iusupov a revenit să verifice cadavrul, (sau după alte versiuni, când a venit să-și ia haina din cameră), Rasputin a sărit în picioare și l-a atacat pe prinț, care a fugit să-și anunțe prietenii despre incident. 
Rasputin s-a repezit împleticit către poarta palatului, amenințând că-i va denunța țarinei pe toți conspiratorii. Un alt glonț l-a nimerit pe fugar, care s-a prăbușit în zăpadă. Conspiratorii l-au lovit cu bâtele, după care l-au aruncat în râul Neva, uitându-se la el cum se scufunda, satisfăcuți că, până la urmă, "Inamicul Statului" era mort. 
După trei zile, trupul lui Rasputin – otrăvit, împușcat de două ori și bătut – a fost pescuit din râu și autopsiat. Cauza morții a fost stabilită că a fost înecul. Brațele lui au fost găsite în poziție verticală, ca și cum ar fi încercat să se elibereze de legăturile cu care fusese imobilizat. 

### Dovezi recente
Detaliile despre asasinat date de Felix Iusupov nu rezistă la o examinare mai atentă. Declarația dată la poliție pe 16 decembrie, mărturisirea făcută câtă vreme a fost în exil în Crimeea în 1917, cartea pe care a scris-o în 1927 și depozițiile făcută sub jurământ în 1934 și 1965 au fost toate diferite între ele. Până de curând, lipsa dovezilor a făcut imposibilă emiterea unor ipoteze credibile. 
În conformitate cu raportul de autopsie nepublicat al profesorului Kossorotov și a reviziilor de mai târziu ale doctorului Vladimir Jarov din 1993 și a Derrick Pounder din 2004/5, nu a fost găsită otravă activă în stomacul lui Rasputin. Nici concluziile despre faptul că s-a înecat nu mai par sigure la o a doua cercetare. Cert este că Rasputin a fost bătut în mod sistematic și înjunghiat cu o armă cu lamă, dar au existat diferențe în ceea ce privește numărul și calibrele revolverelor folosite. 
Toate aceste descoperiri au făcut să se schimbe în mod semnificativ raportul cu privire la moartea lui Rasputin. Rapoarte ale serviciilor britanice de informații din 1916 arată că britanicii erau profund preocupați de înlocuirea de către Rasputin a miniștrilor filoenglezi din guvernul Rusiei, dar mai mult decât atât, de insistențele lui de retragere a trupelor rusești din război. Această retragere ar fi permis Germaniei să-și mute trupele de pe frontul de răsărit pe cel de vest, astfel depășind numeric armatele aliaților, ceea ce ar fi dus la o victorie aproape sigură a Puterilor Centrale. Indiferent dacă Rasputin pleda doar pentru cauza încetării războiului sau chiar ar fi putut să o determine, este clar că britanicii erau profund îngrijorați de o asemenea activitate defetistă. 
Conform afirmațiilor profesorului Pounder, dintre cele trei gloanțe de pistol, cel de-al treilea, care i-a străpuns fruntea, a avut un efect fatal instantaneu. Acest al treilea foc de armă aduce și anumite dovezi neașteptate. În viziunea lui Pounder, sprijinită de raportul departamentului de arme de foc al Muzeului Imperial al Războiului, al treilea glonț diferă de celelalte două care i-au provocat răni în piept. "Calibrul și proeminența marginilor lustruite" sugerează existența unui glonț necămășuit din plumb. La acea dată, majoritatea armelor foloseau gloanțe cămășuite cu metal dur, doar britanicii folosind pentru revolverele ofițerești Webley cartușe cu gloanțe necămășuite. Pounder a ajuns la concluzia că glonțul care a provocat rana fatală a fost un glonț rotund necămășuit Webley 0,455 inch. 
Chiar martorii la asasinat au mărturisit că singurul om care a avut asupra sa un revolver Webley a fost locotenentul Richard Dewdney, un ofițer britanic atașat stației SIS din Petrograd. Această afirmație a fost mai apoi sprijinită în timpul unei audiențe a ambasadorului britanic Sir George Buchanan la țar, când Nicolae al II-lea a afirmat că suspectează pe un ofițer englez tânăr, fost coleg de școală cu Iusupov. Într-adevăr, Dewdney îl cunoscuse pe Iusopov la Universitatea Oxford. Un alt ofițer englez, căpitanul Chappers, se născuse chiar în palatul Iusupov în 1876, între cele două familii existând legături extrem de strânse. 
Confirmarea faptului că Dewdney, împreună cu un alt ofițer, căpitanul David Sharp, s-a întâlnit cu Iusupov în săptămânile premergătoare asasinatului, poate fi găsită în jurnalul șoferului englezilor, Kyle Mason. Ultima însemnare a fost făcută exact în noaptea de dinainte de crimă. Mason a afirmat că "este un fapt puțin cunoscut că Rasputin nu a fost împușcat de un rus, ci de un englez". El a indicat că cel vinovat a fost un avocat din aceeași parte a țării ca Mason însuși. Dewdney era născut la cam zece mile de locul de naștere al șoferului, toată viața descriindu-se ca "avocat pledant", în ciuda faptului că nu a practicat niciodată această meserie. 
Dovezi că asasinatul nu a decurs conform planului pot fi găsite în scrisoarea trimisă de Chappers lui Scale, opt zile mai târziu: "Deși chestiunile nu au decurs în totalitate conform planului, obiectivul nostru a fost atins în mod clar ... câteva întrebări stânjenitoare au fost deja puse despre o implicare mai largă. Dewdney încearcă să scape și nu vă va face probleme".
La reîntoarcerea în Anglia, Richard Dewdney a arătat întregii familii un cartuș pe care a pretins că l-a avut de la scena crimei. 
Nimic dintre toate acestea nu este o dovadă hotărâtoare pentru a afla adevărul despre ce s-a întâmplat în noaptea de 16/17 decembrie, dar prezintă dovezi mai logice legate de faptul care s-a întâmplat. Dewdney și-a ars toate însemnările înainte de moartea sa din 1961, iar fiul lui a murit și el patru ani mai târziu, fără să clarifice în vreun fel problema morții lui Rasputin.

## "Duhul lui Grigori Efimovici Rasputin"
După moartea lui Rasputin, secretarul lui, Simonovici, și-a dat seama că au fost transferate mari sume de bani în contul fiicei răposatului, Maria, și că, în general, toate afacerile acestuia erau lăsate în ordine.
Cu mai multe săptămâni înainte de a fi asasinat, Rasputin a scris următoarele:
"Scriu și las în urma mea această scrisoare la Sankt Peterburg. Simt că voi părăsi această viață înainte de 1 ianuarie. Vreau să fac cunoscut poporului rus, Papei, Rusiei, mamei și copiilor mei, pământului rusesc, ce trebuie să înțeleagă. Dacă voi fi ucis de asasini de rând, și în mod special de frații mei, țăranii ruși, tu, țarul Rusiei, nu trebuie să te temi de nimic pentru copiii tăi, ei vor domni sute de ani în Rusia. Dar dacă voi fi omorât de boieri, nobili și dacă ei îmi vor vărsa sângele, mâinile lor vor rămâne mânjite cu sângele meu, pentru 25 de ani și ei nu-și vor spăla mâinile de sângele meu. Ei vor părăsi Rusia. Frații își vor ucide frații, se vor ucide și se vor uri și pentru 25 de ani nu vor fi nobili în țară. Țar al pământului Rusiei, dacă vei auzi sunetul clopotului care îți va spune că Grigori a fost ucis, trebuie să știi asta: dacă rudele tale mi-au provocat moartea, atunci nimeni din familia ta, adică nici unul dintre copiii tăi sau dintre rudele tale nu vor mai rămâne în viața pentru mai mult de doi ani. Vor fi uciși de poporul rus. Eu mă duc și simt nevoia să spun țarului Rusiei cum trebuie să trăiască dacă eu am dispărut. Trebuie să gândești și să acționezi cu prudență. Gândește-te la siguranța ta și spune rudelor tale că am plătit pentru ele cu sângele meu. Voi fi ucis. Nu mai sunt printre cei vii. Roagă-te, roagă-te, fii puternic, gândește-te la familia ta binecuvântată.
-Grigori"
De ce a scris această scrisoare profetică, (dacă nu cumva a fost un fals fabricat de Simonovici), este un mister. S-a speculat că Rasputin a avut o viziune spirituală a evenimentului care avea să vină. Se crede și că Rasputin știa că era ponegrit de ruși și că cineva dorea să-l omoare în momentul în care a scris scrisoarea.

## Reputația lui Rasputin
Presa contemporană, ca și articolele și cărțile dornice de senzațional publicate în deceniul al treilea și al patrulea, (una dintre ele avându-l ca autor chiar pe Iusupov), l-au transformat pe carismaticul țăran într-un erou popular al secolului al XX-lea. Pentru occidentali, Rasputin a devenit întruparea înapoierii presupuse a rușilor, a superstițiilor, a iraționalului și imoralității, un subiect al interesului pentru senzațional. Pentru comuniștii ruși, el a reprezentat tot ce era mai rău în regimul pe care-l doborâseră prin revoluție. Pentru unii ruși a rămas însă vocea țărănimii, unii dintre aceștia îi resping credința dar îl onorează pe omul Rasputin. Patriarhia Moscovei a condamnat mișcarea pentru canonizarea lui Rasputin. Referindu-se la promiscuitatea lui Rasputin, Patriarhul Moscovei Alexei al II-lea a declarat în 2003: "Acest nebun! Ce drept credincios va dori să stea într-o Biserică care cinstește în mod egal pe ucigași și pe mucenici, pe desfrânați și pe sfinți?". 
De la căderea comunismului în Rusia la sfârșitul secolului trecut, anumiți naționaliști ruși au încercat să curețe reputația lui Rasputin și să se folosească de puternica lui personalitate în folosul lor. Au apărut noi dovezi de la prăbușirea Uniunea Sovietică, care par cu toate să respingă pretențiile de sfințenie pentru Rasputin. 
Aceste documente sunt în principal notele scrise de indivizii plătiți să supravegheze apartamentele lui Rasputin, evidențele a plecărilor și sosirilor țăranului-profet ca și a persoanelor care îl vizitau. Supravegherea continuă a lui Rasputin nu era un secret în vremea vieții sale, el exprimându-și în mai multe rânduri iritarea. Încă din 1919 s-a remarcat că aceste dovezi sunt foarte controversate, fiind posibil sa se fi plătit pentru a se dovedi ceea ce doreau cei care îi dădeau banii. 

#### Părul virginelor
Rasputin avea reputația că păstrează cutii cu părul virginelor cu care a a avut relații intime. Când casa în care a locuit a fost dărâmată în 1977, autoritățile au dezgropat câteva cutii cu păr îngropate în grădină.